# 新南格陵蘭島

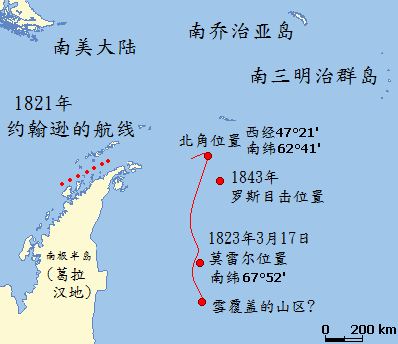
此图红色实线部分代表1823年莫雷尔的目击记录，红线右侧红点则是1843年罗斯的记录，虚线部分代表1821年约翰逊的航行路径

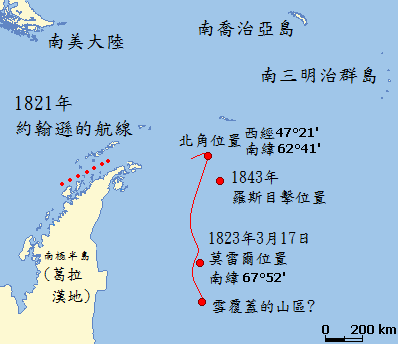
此圖紅色實線部分代表1823年莫雷爾的目擊記錄，紅線右側紅點則是1843年羅斯的記錄，虛線部分代表1821年約翰遜的航行路徑

新南格陵蘭島（英語：New South Greenland），也常被稱為莫雷爾地（英語：Morrell's Land），是座不存在的島嶼。此島首次於1823年3月，被美國一艘名為「黃蜂」號的雙桅縱帆船，於南極洲威德爾海捕殺海豹和航海探險途中，由船長班傑明·莫雷爾所記錄。莫雷爾提供了精確的島嶼座標和海岸線描述，並宣稱海岸線總長超過300英里（480）。由於南極海域的嚴寒氣候與冰山威脅，所以當時威德爾海很少被探查，直到20世紀初期才證明此島並不存在。
當時莫雷爾航行的海域，尚未被命名為威德爾海，其附近的地理狀況幾乎無人知曉，所以造成新南格陵蘭島的存在似乎煞有其事。然而，航海日誌的明顯錯誤和莫雷爾的糟糕聲譽，使眾人開始懷疑此島存在的真實性。1912年6月，德國探險家威廉·菲爾希納搭乘「德國」號於威德爾海進行探尋時，因船隻被冰凍而漂流至莫雷爾的記錄點，但並沒有發現該島。且附近海底深度顯示超過了5,000英尺（1,500），所以鄰近海域應該不會有任何島嶼存在。1915年，受困於威德爾海的挪威前桅橫帆三桅船「堅忍」號，其船長歐內斯特·沙克爾頓也認為此島並不存在。
多次的探查行動，使莫雷爾的紀錄逐漸被確信是有誤的，甚至被認為是場故意策劃的騙局。然而，莫雷爾以平淡的語氣簡述發現的經過，並將榮譽歸給兩年前發現和命名此島的同事，獵海豹船船長羅伯特·約翰遜，很難讓人相信他會為了名聲或財富而造假發現事跡。有人認為莫雷爾在九年後所做的紀錄，將船隻位置和島嶼細節給搞錯了。也許，他將南極海域的冰山或海上的複雜蜃景誤認為島嶼。1843年，著名的英國海上探險家羅斯的目擊記錄點，和莫雷爾的座標，最終都被證明並不存在任何島嶼。

## 1822年到1823年，「黃蜂」號的探查

### 第一階段，1822年6月至1823年3月

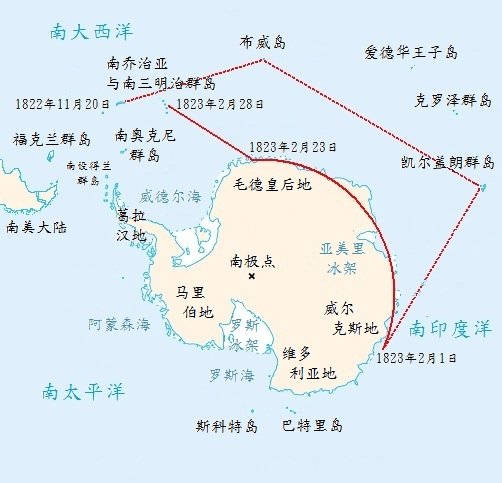
此图标示出从1822年11月20日到1823年2月28日的莫雷尔航线，红色虚线为去程路线，实线为回程路线，图中未标出进入威德尔海后的航程

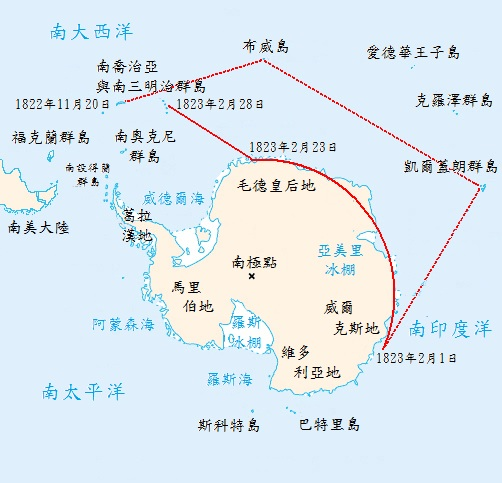
此圖標示出從1822年11月20日到1823年2月28日的莫雷爾航線，紅色虛線為去程路線，實線為回程路線，圖中未標出進入威德爾海後的航程

在19世紀初期，雖然有時會有陸地的目擊記錄，但當時南極洲附近的地理狀況幾乎無人知曉。班傑明·莫雷爾於1821年從南喬治亞與南三明治群島歸國後，隔年便被任命為「黃蜂」號的船長，負責南太平洋和南極洲周邊海域的貿易、探險和獵捕海豹行動。他想藉此機會探索南極鄰近區域。雖然最後他並不會再拜訪南極大陸，但仍使莫雷爾幾乎待在海上八年的時間，總共四趟航程。
1822年6月，「黃蜂」號從紐約向南航行。1822年10月下旬，她抵達了福克蘭群島，之後在前往南喬治亞島的途中，曾花了16天搜尋奧羅拉群島，但毫無斬獲。1822年11月，她抵達了南喬治亞島。但他在航海日誌標註停泊地點時，錯標於離島約60英里（97）的西南外海上。「黃蜂」號隨後向東前往獵捕海豹，並於1822年12月6日抵達布威島。莫雷爾在其日誌寫道：「找到這座捉摸不定的島嶼並不困難」，但歷史學者米勒發現莫雷爾對布威島的描述，並沒有提及此島終年積雪的特點。莫雷爾隨後嘗試向南方航行，但在南緯60°遇到過厚冰層，便掉頭向北航行。1822年12月31日，停泊於凱爾蓋朗群島。

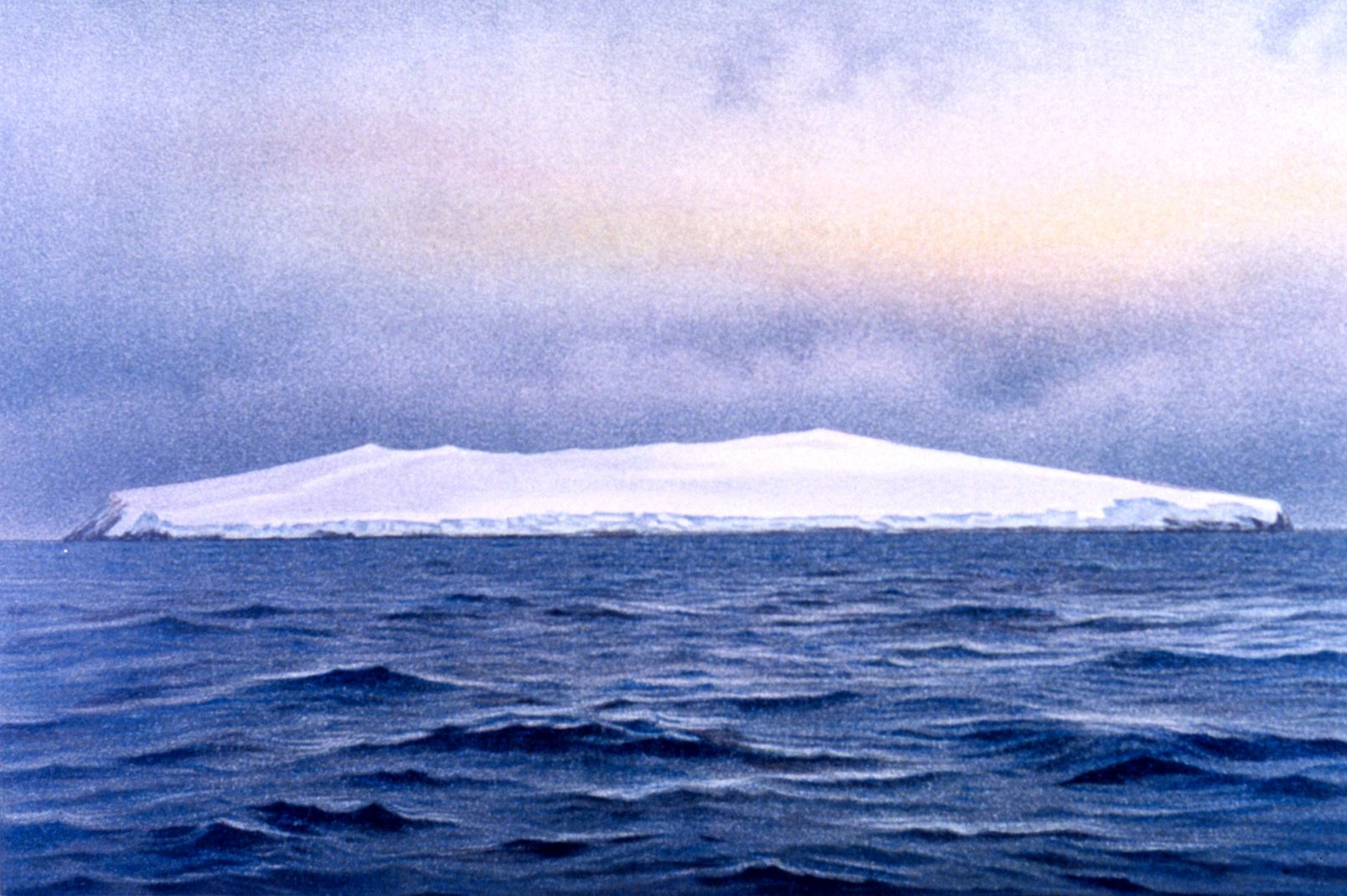
莫雷爾宣稱他於1822年12月6日抵達布威島

1823年1月11日，在多天的探險和獵捕到足夠的海豹後，「黃蜂」號向東南駛離凱爾蓋朗群島。1823年2月1日，抵達此船到過最東的座標：南緯64°52'，東經118°27'。根據日誌，莫雷爾決定利用信風從此座標向西快速回到0°格林威治子午線。雖然他的日誌缺乏此段航程的細部描述，但明確指出他花了23天航行超過3,500英里（5,600）。但在有流冰出沒的海域中，有如此之快的航速，頗令人懷疑其真實性。尤其是莫雷爾一段向南航行的記錄，被發現深入了當時未知的南極大陸內部約100英里遠。1823年2月28日，「黃蜂」號抵達了南三明治群島中的坎德爾默斯島。在數天停留尋找供給「黃蜂」號的燃料後，於1823年3月6日向南航行，進入爾後被稱為威德爾海的海域。此海滿佈浮冰，莫雷爾遂在1823年3月14日，提前於南緯70°14'轉往西北方向航行。莫雷爾寫道：「這是因為缺乏燃料而撤退」，否則他認為船隻可以行至南緯85°，甚至是南極點。這些話和一個月前，英國探險家詹姆斯·威德爾描述的航海經歷，頗為相似，這使歷史學者懷疑莫雷爾剽竊威德爾的經歷。

### 發現陸地

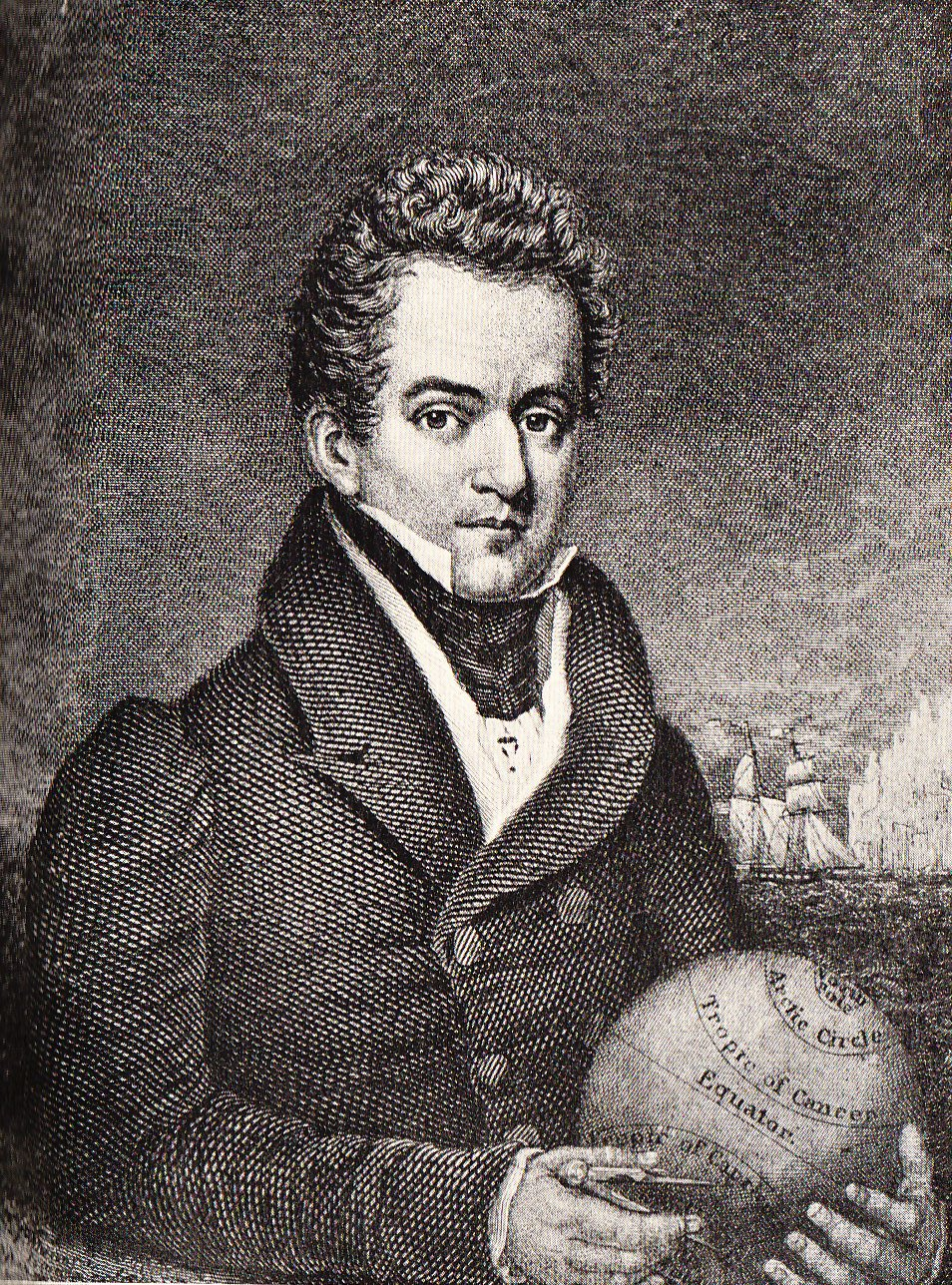
宣稱見到新南格陵蘭島的船長班傑明·莫雷爾

1823年3月15日凌晨2時，當「黃蜂」號巡航東北海域時，莫雷爾記錄到：「桅杆頂端可見到陸地，在西方3里格處（約9英里（14））」。日誌繼續寫道：「在下午4點半，我們很靠近被前船長羅伯特·約翰遜命名的新南格陵蘭島」。羅伯特·約翰遜是「黃蜂」號前船長，曾於1821年在南極半島西部海岸進行航海探險，並命名為「新南格陵蘭島」。莫雷爾隨意地引述約翰遜的描述，他認為那塊陸地應該是在南極半島東岸的這一側，但地理特徵和位置並不清楚。（他實際上位於南極半島東方14°處）莫雷爾描述他們那天剩餘的時間，都在這海岸獵捕海豹。隔天清晨，船隻向南移動繼續獵捕海豹，直到莫雷爾認為因飲用水過少和季節變化而中止行動。他觀察到南方約75英里（120）的山上有積雪。
莫雷爾從南緯67°52'，西經48°11'北返。三天後，1823年3月19日，他們的船隻位於新南格陵蘭島的北方，約南緯62°41'，西經47°21'。他發現許多海鳥和約3000隻的象鼻海豹棲息在陸地上。早上10時，「黃蜂」號告別了這座淒涼島嶼，之後日誌便沒有再提到新南格陵蘭島。之後，「黃蜂」號航向火地群島，再轉往麥哲倫海峽進入太平洋，並於1823年7月26日，抵達智利瓦爾帕萊索。
從16世紀第一次對南方各大洋探險以來，不斷地有新發現的島嶼被證實是幽靈島。英國劍橋大學史考特極地研究中心的極地歷史學者羅伯特·赫蘭指出，這些錯誤島嶼很可能是為了誤導並使他人遠離獵捕海豹的好地點，而虛構出來的惡作劇。或是因為冰山形成時，夾帶著原來陸地上的冰磧，而讓人看起來像真的陸地。也許這些陸地真的存在過，但因後來的火山噴發而淹沒海面下。其他目擊的陸地，則可能因為航海天文鐘的位置記錄錯誤或惡劣天候所導致。

## 找尋莫雷爾地

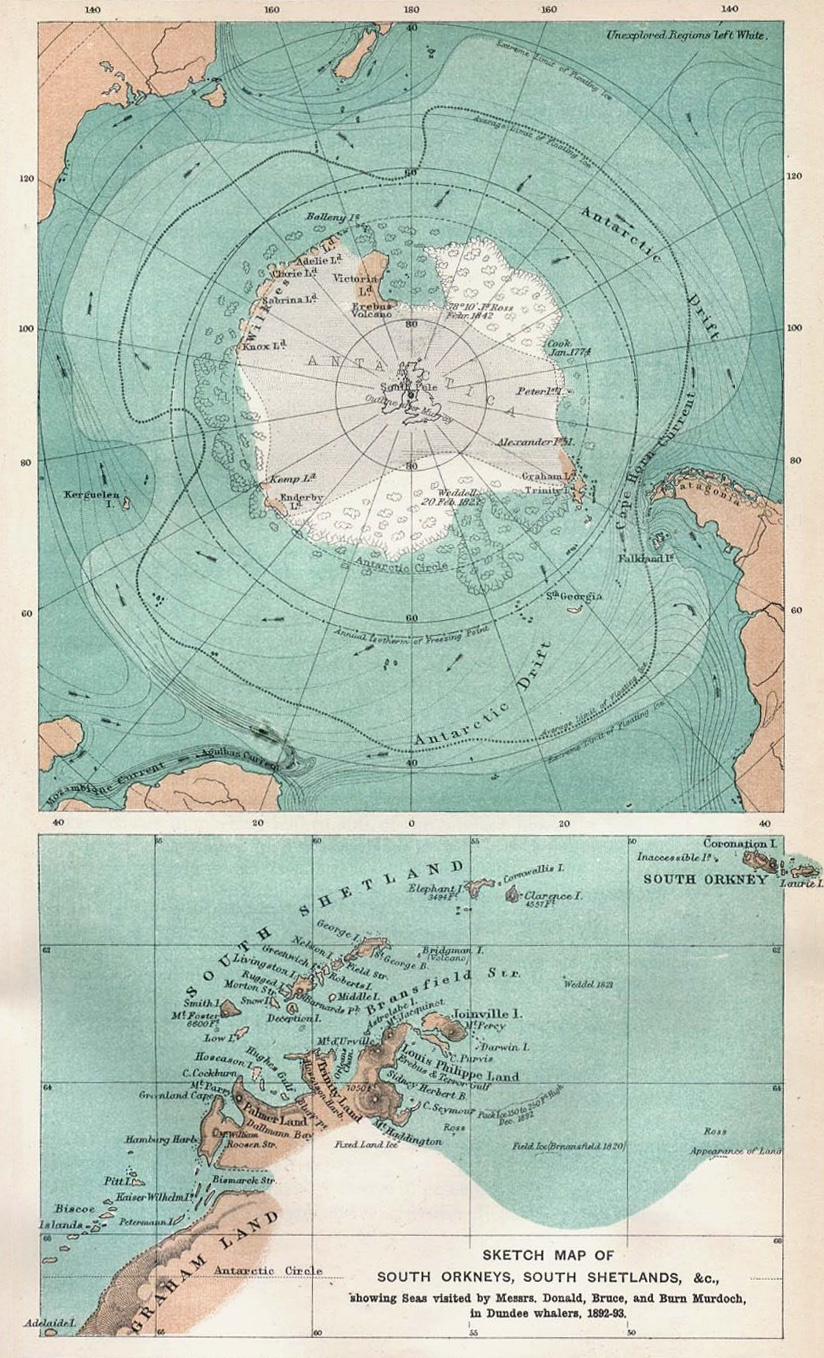
在莫雷爾探查南極70年後，可發現上方1894年的南極地區地圖，人們對南極的了解仍十分有限。下圖則是標示出羅斯的南極探險記錄，但並非新南格陵蘭島

數十年經過，人們對新南格陵蘭島的質疑仍揮之不去。1838年，法國探險家儒勒·迪蒙·迪維爾航行在莫雷爾地北角的位置，但沒有看到任何陸地。這項證據，以及顯而易見的日誌錯誤，和莫雷爾糟糕的聲譽，被英國地理學家休·羅伯特·米爾認為是：「他想展現出一位偉大英雄的浪漫」，使許多地理學家都不再重視這項新島嶼的發現。儘管在1843年，詹姆斯·克拉克·羅斯的目擊紀錄很靠近莫雷爾的發現地點，這個懷疑論仍然持續著。之後，人們便沒有再進一步對威德爾海進行勘查。直到1903年，威廉·斯皮爾斯·布魯斯搭乘「蘇格西亞」號前往南緯74°1'，進入了威德爾海，但並沒有靠近羅斯或莫雷爾的目擊地點，作進一步探查。然而，這些探尋都沒有絕對地證明島嶼不存在。
第一次對新南格陵蘭島的決定性搜索，是1911到1913年間，由威廉·菲爾希納率領的德國南極探險隊所進行。探險期間，其中一艘探險船「德國」號，在瓦謝爾灣建立海岸基地時，被厚重海冰所困。1912年6月中旬，此船隨海冰向西北方向漂移至離莫雷爾的目擊地點東方37英里（60）處。1912年6月23日，菲爾希納與兩位同伴準備了3個星期的糧食，離開船乘坐雪橇向西越過海冰，前往搜索莫雷爾地。此時白天日照僅有3個小時，且溫度降至華氏−31度（攝氏−35度），這使探索更加困難。在惡劣環境條件下，他們移動了31英里（50），並進行詳細的探索，但沒有看到任何陸地的跡象。隨後，他們放下鉛塊測量海底深度，在用光長達5,248英尺（1,600）的繩索後，鉛塊也沒有碰觸到海底。如此之深的海底深度，可以確定絕對不會有陸地在此區域附近。所以菲爾希納認為莫雷爾看到了海市蜃樓。
1915年8月17日，由船長歐內斯特·沙克爾頓率領的挪威「堅忍」號，也被海冰困在威德爾海，並漂流至莫雷爾的目擊地點西方10英里（16）處。在這附近，水深達1,676噚（約10,060英尺（3,070）），使得沙克爾頓寫下：「我決定將莫雷爾地添加到一長串已融化的南極島嶼和大陸的列表之中」。1915年8月25日，沙克爾頓利用聲納測得海深1,900噚（約11,400英尺（3,500）），進一步證明新南格陵蘭島並不存在。
儘管菲爾希納和沙克爾頓的記錄，證明新南格陵蘭島確實不存在。仍留下了詹姆斯·克拉克·羅斯位於南緯65°，西經47°的目擊紀錄尚未被解釋。因為羅斯的聲譽卓著，它在地圖及海圖上留下的紀錄，被人們較嚴肅地看待。1922年，法蘭克·懷爾德主持沙克爾頓-羅威特遠征任務，負責沙克爾頓死後的探險工作，並調查羅斯的目擊地點。懷爾德在抵達目擊地點後，並沒有發現明顯的陸地跡象。他隨後對南緯64°11'，西經46°4'的海底進行聲納探測，顯示出海底深達2,331噚（約13,986英尺（4,263））。這表示附近不可能有島嶼存在。

## 觀點和理論

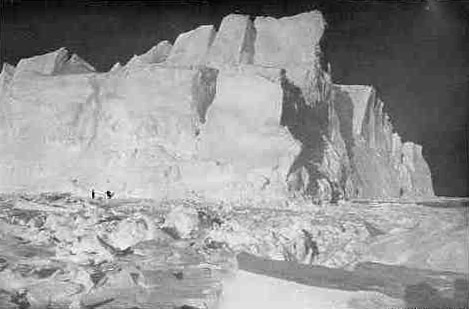
此圖是新南格陵蘭島海域附近的冰山

根據歷史學者W.J.米爾斯的看法，莫雷爾被視為當時最著名的「南方大洋上的騙子」。根據莫雷爾的日誌，他宣稱抵達最東邊位置的時間，米爾斯說：「不可能......船隻航行速度難以置信地快，紀錄裡的南方航行路線，兩地距離十分遙遠」。米爾斯認為莫雷爾的日誌是在9年後才寫成，而且他沒辦法取得當時船上詳細的資料，為了補齊日誌的不足，所以他胡謅了一些細節。這就可以說明為何座標和時間記錄會出現錯誤。
在新南格陵蘭島不存在被證明確鑿之前，休·羅伯特·米勒寫道，莫雷爾的日誌內一些事件完全胡說八道，是因為莫雷爾習慣將他人的經驗，寫進自己個人的歷史中，所有他宣稱找到島嶼的證據，都應被視為錯誤的。然而，米勒承認：「儘管一個人可以無知、傲慢和模糊不清，但他還是在一些領域，留下了一定的貢獻」。加拿大地理學者保羅·辛普森-豪斯利則採取了同情的態度。雖然對莫雷爾的日誌有所懷疑，但他認為船隻航行的高速並非不可能。他相信，根據米勒查詢的資料顯示，在記錄中最遠方的南部威德爾海，高速航行是完全可行的。因為一個月前，詹姆斯·威德爾曾經往更南方航行了四度。

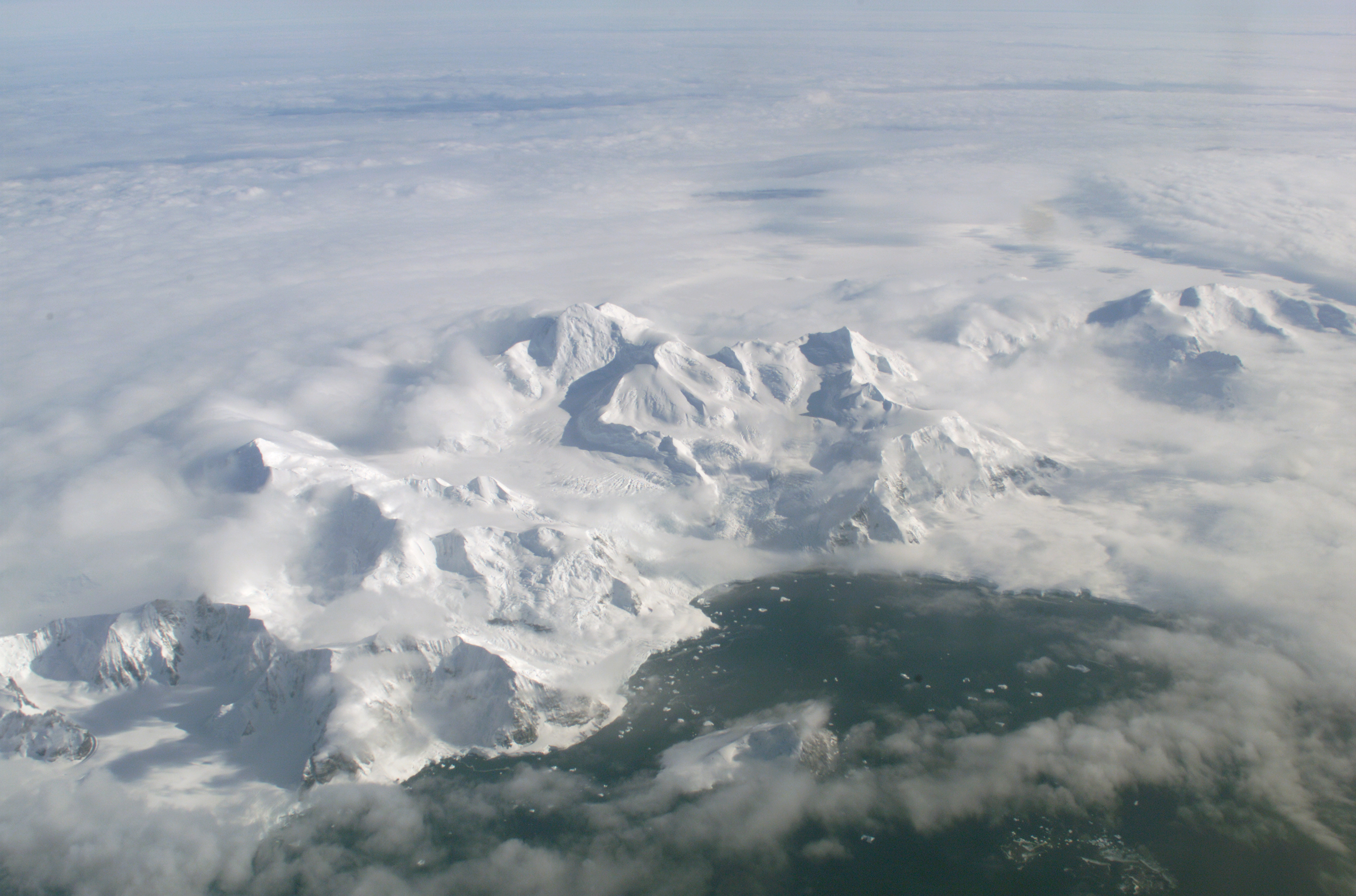
位於南極半島東部海岸的拉森冰棚

另一位傾向捍衛莫雷爾的，是作家魯伯特·古爾德，他在自己1929年的著作《謎團》（Enigmas）中，寫了篇關於新南格陵蘭島的文章。文中駁斥莫雷爾創造新南格陵蘭島的發現，因為莫雷爾500頁的日誌中，提到新南格陵蘭島的篇幅很小。古爾德寫道：「假如莫雷爾想獲取名聲，他一定會以更多更好的方式陳述，使偽造的內容把這本日誌變得笨重」。 他認為，莫雷爾的日誌完全是就事論事，並不是為了自己，例如：日誌提及前船長約翰遜兩年前的發現。

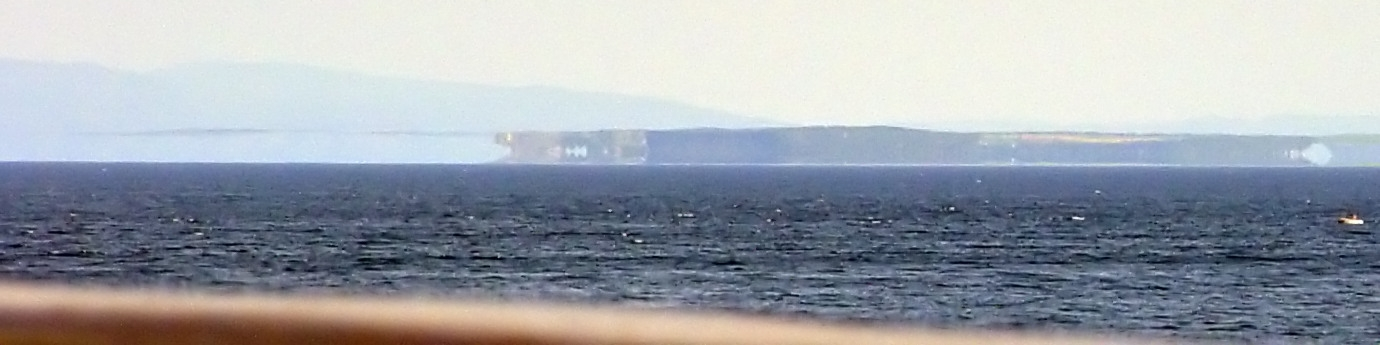
圖中是一個複雜蜃景的例子，複雜蜃景是一種海市蜃樓現象，因遠方高大的陸地懸崖光線折射，而在海上產生島嶼幻象

儘管與新南格陵蘭島西岸目擊地點有14°之遙，古爾德認為莫雷爾可能是看到葛拉漢地東部（或稱弗因海岸）。古爾德聲稱，莫雷爾對新南格陵蘭島海岸線的描述，與南極半島東部沿海景象非常相似。但這理論假設莫雷爾算錯了船舶的位置，也許是因為他缺少必要的航海天文鐘。莫雷爾在日誌中寫到：「船上缺乏各種航海和繪測工具」。然而日誌其他部份的敘述清楚，而且偶爾會用航位推測法計算位置。但他的縱向座標計算誤差大到14°，而且與弗因海岸相距超過350英里（560），很難認為他可以在10天航程下，從南三明治群島抵達此海岸附近。即使這樣，古爾德認為其他敘述能佐證莫雷爾看到的是弗因海岸。
辛普森-豪斯利也贊同菲爾希納的看法，認為莫雷爾看到的新南格陵蘭島是蜃景。一種廣域的蜃景，或稱複雜蜃景，在遙遠的平坦海岸線或垂直和水平的冰山邊緣，因光線的折射，使他們可以在遠方呈現高山或山谷的幻象。在沙克爾頓的遠征日誌中，於1915年8月20日，他描述了一段複雜蜃景。巧合的是，他的船剛好漂流到新南格陵蘭島的記錄位置。他寫道：「遙遠高聳如屏障般的絕壁，呈現出蔚藍色的湖泊和水文，懸崖頂部出現白色和金色的城市......那條蜃景上升又下降，顫抖，消失，然後重新出現在無窮變換的場景中」。

## 結果
莫雷爾的四趟航程，終於在1831年8月21日抵達紐約而結束。他隨後寫下了《四趟遠航》（Narrative of Four Voyages），並在隔年出版。之後莫雷爾嘗試繼續他的遠航生涯，尋求總部設在倫敦的恩德比兄弟船運公司，但因為不佳的名聲而遭到拒絕。查爾斯·恩德比公開表示：「我聽說過很多關於莫雷爾的事蹟，但我不認為該為他提供任何支持」。莫雷爾也尋求加入法國探險家儒勒·迪蒙·迪維爾，於1837年的威德爾海遠征探查活動，但遭到拒絕。報導指出莫雷爾死於1839年。後來，南三明治群島中的南圖勒群島內的莫雷爾島，以他的名字作為替代性名稱命名，以示紀念。而命名新南格陵蘭島的羅伯特·約翰遜，於1826年，在後來被命名為羅斯海的海域進行調查活動時，消失在該海域內，不知所終。